# Klaus Kobusch
Pour les articles homonymes, voir Kobusch.
Klaus Kobusch né le 15 mars 1941 à Bielefeld et mort le 12 mars 2025, est un coureur cycliste allemand. Lors des Jeux olympiques d'été de 1964 à Tokyo, il a remporté la médaille de bronze du tandem, avec Willi Fuggerer.

## Palmarès

### Jeux olympiques
- Tokyo 1964
  -  Médaille de bronze du tandem (avec Willi Fuggerer)

### Championnats nationaux
- Champion d'Allemagne du sprint en 1966 et en 1967
- Champion d'Allemagne du tandem en 1964, en 1965, en 1966, en 1967 et en 1968
- Champion d'Allemagne de poursuite par équipes en 1965, en 1966 et en 1967